# Хана Мари
Хана Мари (енгл. Hannah Murray; 1. јул 1989) је британска глумица позната по улогама Кеси Ејнсворт у тинејџерској драми Скинс и Гили у серији Игра престола.